# Antonio Ugalde
Antonio Ugalde García (* 13. Mai 1976 in Esplugues de Llobregat) ist ein ehemaliger spanischer Handballspieler.

## Karriere

### Verein
Antonio Ugalde stand ab 1994 im Kader des spanischen Erstligisten BM Granollers, mit dem er den EHF-Pokal in den Spielzeiten 1994/95 und 1995/96 gewann. Im EHF-Pokal 1996/97 erreichte der 1,87 m große linke Außenspieler noch einmal das Halbfinale. In der heimischen Liga ASOBAL war der fünfte Platz in der Saison 1995/96 das beste Ergebnis. Nach der Saison 1996/97 wurde er zum besten Nachwuchsspieler ausgezeichnet. Nach neun Jahren verließ Ugalde Granollers und wechselte zum CB Cangas, mit dem er im Tabellenmittelfeld landete. Im Sommer 2005 verpflichtete ihn der spanische Pokalsieger von 2004/05, BM Valladolid, mit dem er den Titel in der Copa del Rey 2005/06 verteidigte. Mit Valladolid erreichte er das Finale im Europapokal der Pokalsieger 2005/06, wo die Mannschaft dem russischen Verein Medwedi Tschechow nach einem 36:29-Sieg zu Hause noch mit 24:32 in Tschechow unterlag. Auch in der EHF Champions League 2006/07 schied Valladolid wegen eines Tores in der Addition aus, dieses Mal im Halbfinale gegen die SG Flensburg-Handewitt. In der Saison 2007/08 lief der Linksaußen für Keymare Almería, mit dem er als Tabellenletzter in die zweite spanische Liga abstieg. Daraufhin unterschrieb er zunächst beim Zweitligisten BM Atlético Boadilla in Madrid, bevor er nach einem Jahr zu Cangas zurückkehrte.

### Nationalmannschaft
Mit der spanischen Jugendnationalmannschaft wurde Ugalde Europameister bei der U-18-Europameisterschaft 1994. Bei der U-21-Weltmeisterschaft 1995 unterlag er mit Spaniens Junioren im Endspiel der russischen Auswahl mit 28:29 nach Verlängerung. Auch bei der U-20-Europameisterschaft 1996 gewann er die Silbermedaille.
In der spanischen A-Nationalmannschaft debütierte Ugalde beim 28:26 gegen Norwegen am 22. Januar 1997 in Hamar. Bei der Europameisterschaft 1998 warf er 14 Tore in sieben Spielen und gewann mit Spanien die Silbermedaille. Bei der Weltmeisterschaft 1999 warf er 16 Treffer in neun Partien und belegte mit der Selección den vierten Rang. Beim Gewinn der Bronzemedaille bei der Europameisterschaft 2000 kam er in sechs Einsätzen auf zwei Tore. Im Sommer desselben Jahres nahm Ugalde an den Olympischen Spielen in Sydney teil, wo er achtmal in fünf Spielen traf und die Bronzemedaille errang. Bei der Weltmeisterschaft 2001 warf er 28 Tore in neun Spielen und kam auf den fünften Platz. Im Sommer 2001 erreichte er mit Spanien den vierten Platz bei den Mittelmeerspielen. Insgesamt bestritt er 85 Länderspiele, in denen er 143 Tore erzielte.

## Privates
Sein jüngerer Bruder Cristian Ugalde war ebenfalls Handballprofi.